# 1993年自由民主党総裁選挙
1993年自由民主党総裁選挙（1993ねんじゆうみんしゅとうそうさいせんきょ）は、1993年7月30日に行われた日本の自由民主党の党首である総裁の選挙である。

## 概要
第40回衆議院議員総選挙の結果、自民党は過半数を獲得できず、結党以来初めて下野した。この責任を取り、宮澤喜一が辞任を表明し後任を選ぶために実施された。当選しても総理大臣になれない初めての総裁選であった。

## 立候補者
- 河野洋平（宮澤派）
- 渡辺美智雄（旧中曽根派）

## 選挙結果
| 候補者     | 得票数 |
| ---------- | ------ |
| 河野洋平   | 208票  |
| 渡辺美智雄 | 159票  |

## 当選者
- 河野洋平